# Agromyza lyneborgi
Agromyza lyneborgi este o specie de muște din genul Agromyza, familia Agromyzidae, descrisă de Spencer în anul 1976.
Este endemică în Denmark. Conform Catalogue of Life specia Agromyza lyneborgi nu are subspecii cunoscute.